# Tim Maxeiner
Tim Maxeiner (Wiesbaden, 22 de octubre de 1985) es un deportista alemán que compitió en piragüismo en la modalidad de eslalon.
Ganó dos medallas de plata en el Campeonato Europeo de Piragüismo en Eslalon, en los años 2009 y 2021, ambas en la prueba de K1 por equipos.

## Palmarés internacional
| Campeonato Europeo | Campeonato Europeo       | Campeonato Europeo | Campeonato Europeo |
| Año                | Lugar                    | Medalla            | Competición        |
| ------------------ | ------------------------ | ------------------ | ------------------ |
| 2009               | Nottingham (Reino Unido) | Medalla de plata   | K1 por equipos     |
| 2021               | Ivrea (Italia)           | Medalla de plata   | K1 por equipos     |